# Kontinental '25
Kontinental '25 is een Roemeense film uit 2025, geschreven en geregisseerd door Radu Jude. De hoofdrol wordt vertolkt door Eszter Tompa.

## Verhaal
In Cluj, Transsylvanië, wordt een dakloze man uit zijn schuilplaats in een kelder van een huis verdreven, waarna hij zelfmoord pleegt. Orsolya, de deurwaarder die de uitzetting uitvoerde, kampt met haar schuldgevoelens.

## Rolverdeling
| Acteur            | Personage        |
| ----------------- | ---------------- |
| Eszter Tompa      | Orsolya          |
| Gabriel Spahiu    | Ion              |
| Adonis Tanța      | Fred             |
| Oana Mardare      | Dorina           |
| Șerban Pavlu      | priester Șerban  |
| Annamária Biluska | Orsolya's moeder |
| Ilinca Manolache  | Irina            |

## Productie
De wereldwijde verkooprechten zijn in handen van het Franse Luxbox.

## Release
TKontinental '25' ging op 19 februari 2025 in première op het Internationaal filmfestival van Berlijn in de competitie voor de Gouden Beer.

## Prijzen en nominaties
De belangrijkste:
| Jaar | Prijs                                   | Categorie                         | Genomineerde(n) | Uitslag     |
| ---- | --------------------------------------- | --------------------------------- | --------------- | ----------- |
| 2025 | Internationaal filmfestival van Berlijn | Gouden Beer                       | Radu Jude       | Genomineerd |
| 2025 | Internationaal filmfestival van Berlijn | Zilveren Beer voor beste scenario | Radu Jude       | Gewonnen    |